# Рудаков, Александр Николаевич
Алекса́ндр Никола́евич Рудако́в (род. 22 июля 1962) — советский и российский дипломат. Чрезвычайный и полномочный посол (2024).

## Биография
Окончил Московский государственный институт международных отношений (МГИМО) МИД СССР в 1990 году. Владеет английским и арабским языками.
- В 2010—2017 годах — руководитель Представительства Российской Федерации при Палестинской национальной администрации в г. Рамалла.
- В 2017—2020 годах — заместитель директора Департамента Ближнего Востока и Северной Африки МИД России.
- С 14 августа 2020 года — чрезвычайный и полномочный посол Российской Федерации в Ливанской Республике[1].

Член Совета Императорского православного палестинского общества (ИППО).

## Дипломатический ранг
- Чрезвычайный и полномочный посланник 2 класса (7 ноября 2012)[3].
- Чрезвычайный и полномочный посланник 1 класса (28 декабря 2021)[4].
- Чрезвычайный и полномочный посол (13 февраля 2024)[5].

## Награды
- Знак отличия «За безупречную службу» XXX лет (8 августа 2022) — за большой вклад в реализацию внешнеполитического курса Российской Федерации и многолетнюю добросовестную дипломатическую службу[6].
- Благодарность Правительства Российской Федерации (6 июня 2017) — за достигнутые трудовые успехи и большой личный вклад в развитие международного сотрудничества[7]
- Почётный памятный знак «Орден имени Императора Александра III» (Императорское православное палестинское общество, 2022 год) — во внимание к трудам на благо Императорского Православного Палестинской Общества и в связи с 60-летием со дня рождения[8].

## Семья
Женат, имеет сына и дочь.